# Tatjana Nardone
Tatjana Inez Nardone (Dublino, 6 aprile 1990) è un'attrice italiana.

## Filmografia

### Cinema
- Gretel, regia di Valentina Gravili – cortometraggio (2011)
- Numb, regia di Mattia Gariglio – cortometraggio (2011)
- Gli sconosciuti, regia di Franco Brogi Taviani (2013)

- Stalking Eva, regia di Joe Verni (2015)
- Cenere, regia di Simone Petralia (2015)
- Redwood, regia di Tom Paton (2017)
- Sachertorte, regia di Leopoldo Medugno – cortometraggio (2017)
- Anche senza di te, regia di Francesco Bonelli (2018)
- Loro, regia di Paolo Sorrentino (2018)

### Televisione
- I Medici – serie TV, 8 episodi (2016)
- Don Matteo – serie TV, episodio 10x09 (2016)
- Il paradiso delle signore – serie TV, 9 episodi (2016-2017)
- La strada di casa – serie TV, 12 episodi (2019)
- Heirs of the Night – serie TV, 6 episodi (2019)
- Diavoli (Devils) – serie TV, 8 episodi (2020)
- Il re d'inverno - Artù, dal mito alla leggenda (The Winter King) – serie TV, 7 episodi (2023)

## Teatro
- 2017/18 “Sacher Torte” Compagnia Teatro l’Avvelenata di Amelia Di Corso
- 2014 Mile Gloriosus di Tito Maccio Plauto regia di A. Piccardi
- 2013 L'opera da tre soldi regia di C. Boso
- 2012 Aspettando il futuro regia di R. Masciopinto

## Pubblicità
- 2013 I like Bakery House – Summer time
- 1998 Association Friends Bank of Ireland

## Doppiatrici italiane
- Gianna Gesualdo ne Il re d'inverno - Artù, dal mito alla leggenda

## Premi
- 2005 Premio Miglior Attrice Teatrale – IV Rassegna Nazionale di Teatro del Convitto Nazionale "Tulliano" di Arpino.